# Schefflera buxifolioides
Schefflera buxifolioides är en araliaväxtart som beskrevs av Chih Bei Shang. Schefflera buxifolioides ingår i släktet Schefflera och familjen araliaväxter.
Artens utbredningsområde är Vietnam. Inga underarter finns listade.